# La Loma, San Francisco Jaltepetongo
La Loma är en ort i Mexiko.   Den ligger i kommunen San Francisco Jaltepetongo och delstaten Oaxaca, i den sydöstra delen av landet, 300 km sydost om huvudstaden Mexico City. La Loma ligger 2 097 meter över havet och antalet invånare är 102.
Terrängen runt La Loma är kuperad åt sydväst, men åt nordost är den platt. Runt La Loma är det ganska tätbefolkat, med 62 invånare per kvadratkilometer. Närmaste större samhälle är Asunción Nochixtlán, 10,1 km nordost om La Loma. Trakten runt La Loma består i huvudsak av gräsmarker.